# Epratuzumab
L'Epratuzumab è un anticorpo monoclonale di tipo murino umanizzato, che viene utilizzato per il trattamento di alcune malattie autoimmunitarie come il lupus eritematoso sistemico (SLE) ed in oncologia.
Il farmaco agisce legandosi sull'antigene glicoproteico: CD22 di cellule-B maligne, con conseguente lisi citotossica anticorpo dipendente delle cellule tumorali.

## Studio EMBLEM (fase IIb)
I risultati di tale studio, che valutava gli effetti a lungo termine (media 24 mesi) del farmaco in pazienti adulti affetti da lupus eritematoso sistemico (SLE) di grado moderato-severo, sono stati riportati nel corso dell'ultimo congresso EULAR (European League Against Rheumatism), tenutosi a Madrid nel giugno 2013. Rispetto allo studio EMBLEM in doppio cieco e di breve durata (12 settimane), i risultati ottenuti dalla sua estensione a lungo termine e in aperto, non hanno evidenziato problemi relativi alla sicurezza e alla tollerabilità della terapia
.

### Epratuzumab
- (EN) Gregory H. Reaman, Childhood Leukemia: A Practical Handbook, Springer, 16 dicembre 2010,  pp. 197–, ISBN 978-3-642-13780-8.
- (EN) Raymond M. Reilly, Monoclonal Antibody and Peptide-Targeted, John Wiley and Sons, 2 agosto 2010,  pp. 187–, ISBN 978-0-470-24372-5.
- (EN) L. Harivardhan Reddy e Patrick Couvreur, Macromolecular Anticancer Therapeutics, Springer, 1º giugno 2009,  pp. 513–, ISBN 978-1-4419-0506-2.
- (EN) Vincent T. DeVita, Samuel Hellman e Steven A. Rosenberg, Progress in Oncology 2004, Jones & Bartlett Learning, 20 maggio 2004,  pp. 222–, ISBN 978-0-7637-4578-3.